# Deuce (Musiker)
Deuce (bürgerlich Aron Erlichman, * 2. März 1983 in Los Angeles, Kalifornien) ist ein US-amerikanischer Rock- und Metalsänger, Rapper und Musikproduzent. Er war eines der Gründungsmitglieder der Crossover-Band Hollywood Undead und ist seit seinem Ausstieg im Jahr 2009 als Solo-Musiker tätig.

## Karriere

### Mit Hollywood Undead
Erlichman begann 2001, Lieder zu schreiben. 2005 gründete er mit seinem damaligen Freund Jorel Decker (J-Dog) die Band Hollywood Undead, in der er als Sänger und Rapper sowie als Produzent arbeitete. Das erste Lied der Gruppe, The Kids, wurde von Jeffree Star beworben. Aufgrund seiner Tätigkeit als Musikproduzent gab er sich anfangs den Künstlernamen Tha Producer, änderte diesen allerdings kurz darauf zu Deuce.
Mit Hollywood Undead brachte er 2008 das Debütalbum Swan Songs und 2009 das Live-Album Desperate Measures heraus, welche beide in die offiziellen US-Charts einsteigen konnten. Bereits mit Swan Songs gelang der Gruppe der nationale Durchbruch – zudem erhielt das Album den Goldstatus in den USA. Noch im Jahr 2009 verließ er die Band aufgrund interner Differenzen mit den übrigen Bandmitgliedern.

### Als Solo-Musiker

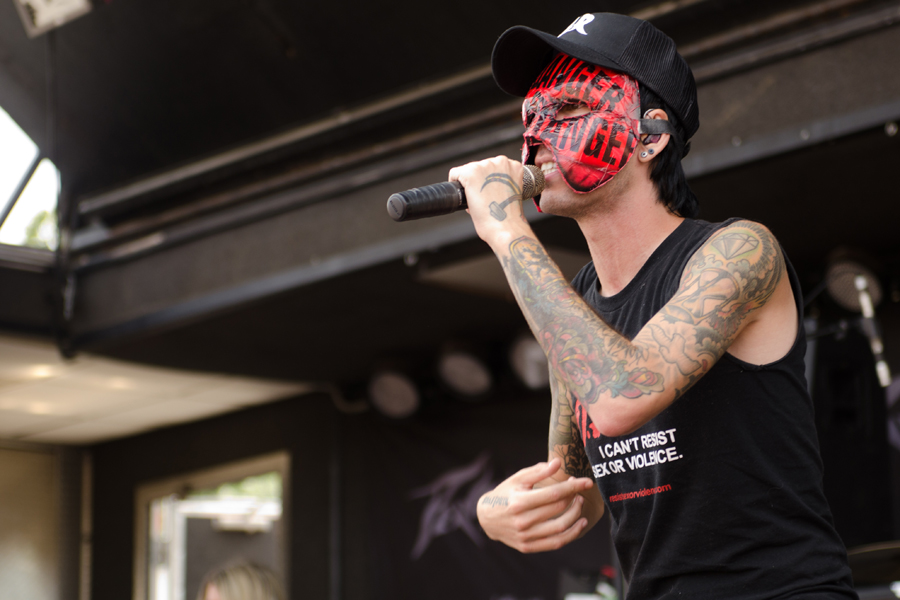
Deuce auf der Uproar Festival Tour 2012.

Im Jahr 2008 wurde Deuce von der Plattenfirma A&M Octone Records als Solo-Künstler unter Vertrag genommen. Über dieses erschien noch im selben Jahr The Two Thousand Eight EP mit vier Liedern. Danach folgte ein Labelwechsel zu Five Seven Music, wo im Jahr 2012 sein Solo-Debütalbum Nine Lives erschien. Je nach Album-Version besteht es aus 11 bzw. 12 Liedern, die auch teilweise Featurings mit anderen Künstlern (z. B. Ronnie Radke und Jeffree Star) beinhalten. Nine Lives stieg auf Platz 37 der US-Charts ein.
Mit seiner Liveband – bestehend aus Sänger Tony Leonard, Leadgitarrist Jimmy Yuma, seiner Schwester und Keyboarderin Arina Erlichman (Arina Chloe), Gitarrist James Kloeppel und Schlagzeuger Tye Gaddis – nahm er an der Flight to Unite Tour von Blood on the Dance Floor, brokenCYDE, William Control, Polkadot Cadaver und The Bunny the Bear teil. Im August 2012 spielte Deuce auf der Uproar Festival Tournee mit In This Moment und Thousand Foot Krutch. 2013 war er gemeinsam mit Electric Callboy (ehem. „Eskimo Callboy“) als Vorgruppe für Kottonmouth Kings auf Tour. Im selben Jahr spielte er außerdem auf dem Rock-on-the-Range-Festival. Seinen ersten Auftritt außerhalb der USA hatte Deuce am 28. März 2014 in der russischen Hauptstadt Moskau.

## Kontroversen

### Gegen A&M Octone Records
Mit dem Vorwurf eines Vertragsbruchs zog Deuce gegen sein damaliges Label A&M Octone Records vor Gericht. Ausschlaggebend dafür war, dass seine Musik von dem Label nicht veröffentlicht wurde. Als Grund wurden die Liedtexte genannt, deren vulgäre und kriminelle Inhalte eine kommerzielle Gewinnbringung nicht ermöglichen würden. Man einigte sich letztendlich darauf, dass Deuces Musik bei einem anderen Label veröffentlicht werden und er sein Pseudonym und seine Maske weiterhin verwenden durfte.

### Gegen Ex-Bandmitglieder Alvarez und Decker
Nach einem Konzert in Los Angeles am 25. Mai 2012 soll Deuce laut eigenen Angaben von seinen ehemaligen Bandkollegen von Hollywood Undead körperlich attackiert worden sein. Er erstattete Anzeige gegen Dylan Alvarez (Funny Man) und Jorel Decker (J-Dog).

## Diskografie

### MitHollywood Undead
- 2008: Swan Songs (Debüt-Album, A&M Octone Records & Polydor Records)
- 2009: Desperate Measures (Live-Album, A&M Octone Records)

### Als Solo-Musiker
EPs 
- 2005: The Aron EP (Eigenproduktion)
- 2008: The Two Thousand Eight EP (A&M Octone Records)
- 2012: Deuce Remixxxed EP (Eigenproduktion)
- 2018: Nightmare

 Alben 
- 2012: Nine Lives (Solo-Debüt-Album, Five Seven Music)
- 2015: Invincible (Better Noise Music)

 Mixtapes 
- 2011: The Call Me Big Deuce EP (Eleven Seven Music)

### Als Gastmusiker/Featurings
- 2009: Together aus dem gleichnamigen Album von Marc Bosserman
- 2012: Never Back Down aus dem Album The Best of BC13 von brokeNCYDE
- 2012: Rise and Shine aus dem Album Evolution von Blood on the Dance Floor
- 2013: Will You Cry for Me von Arina Chloe
- 2014: Jagger Swagger aus dem Album We Are the Mess von Eskimo Callboy (mit BastiBasti (Callejon))
- 2014: Who Can Stop Us aus dem Mixtape Watch Me von Ronnie Radke (mit b.Lay)
- 2014: We're Takin' Over! aus dem Album Anthology Part 5 von Blood on the Dance Floor
- 2016: The Last Time aus dem Album Day One von From Ashes to New